# 戈尔布沙河
戈尔布沙河（俄語：Река Горбуша）是滨海边疆区达利涅戈尔斯克城区的河流，源起锡霍特山脉裸山东坡，向南流，长18.8公里，流域面积86.7平方公里，注入野猪河。流域内多石灰岩，洞穴多。河上有鲁德纳亚河铁路跨过。

## 引用
1. ↑  А·П·穆拉诺夫. . 列宁格勒: 气象出版社. 1966 （俄语）.
2. ↑  . 列宁格勒: 气象出版社 （俄语）.
3. ↑  Т·А·基谢尔科瓦娅. . 列宁格勒: 气象出版社. 1977 （俄语）.
4. ↑  . 国家水登记处.   [2024-08-14]. （原始内容存档于2024-08-14） （俄语）.